# Скарбек, Станислав

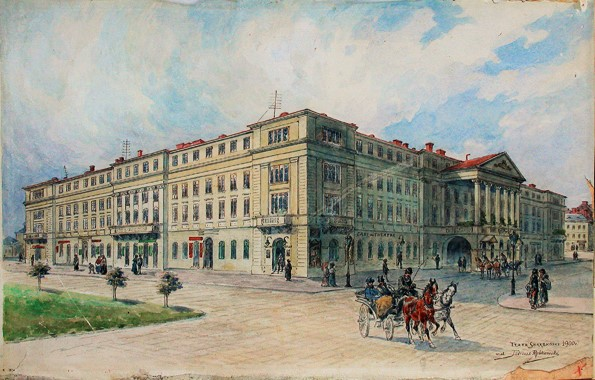
Театр Скарбека, 1900

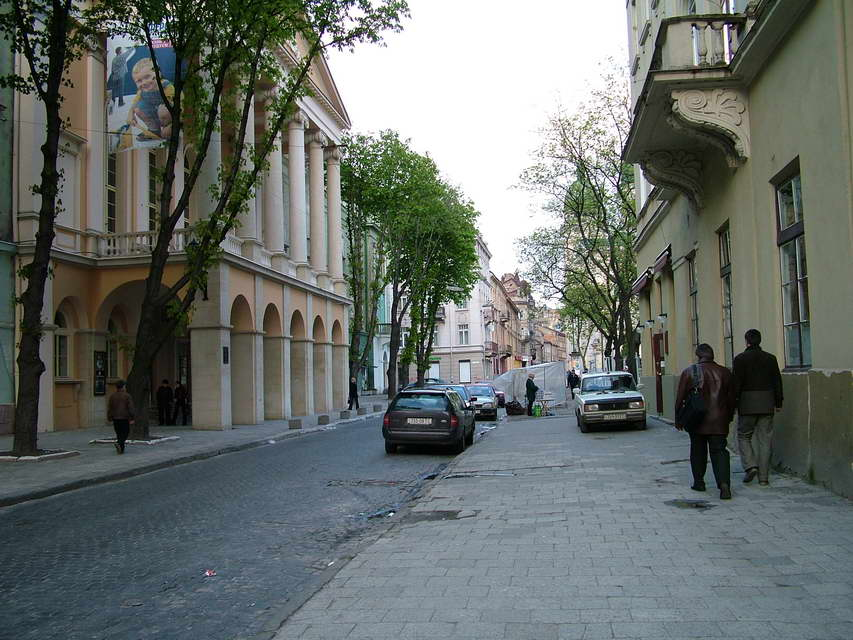
Национальный академический украинский драматический театр им. Марии Заньковецкой во Львове

Станислав Скарбек (пол. Stanisław Marcin Skarbek; 1780, Обертин — 1848, Львов) — граф Австро-Венгерской империи, галицкий помещик, крупный землевладелец, меценат. Основатель Нового польского театра во Львове, так называемого «Театра Скарбека» (теперь Национальный академический украинский драматический театр им. Марии Заньковецкой), одного из самых больших театров в Европе того времени, который открыл свой первый сезон 28 марта 1842 года.

## Биография
Станислав Скарбек происходил из графского рода Скарбеков, герба Абданк. Его мать умерла через неделю после рождения сына. А еще через четыре года ушёл из жизни отец, оставив двух сыновей — Станислава и Игнация — на воспитание тетки — графини Юлианы Ржевусской (Жевусской). Сироты покинули своё родовое имение (расположенное недалеко от Коломыи) и переехали в Бурштын. Станислав учился в коллегиуме в Золочеве, а потом в школе во Львове.
Скарбек — основатель Нового польского театра во Львове, так называемого «Театра Скарбека». Он был директором двух сцен, актеры на которых играли на польском и немецком языках. Зрительный зал театра был рассчитан на 1460 мест. Во время его директорствования на сценах театра было поставлено много новых пьес Александра Фредро и Юзефа Коженёвского, а также многих современных заграничных авторов.
Граф Станислав Скарбек хорошо разбирался в тонкостях архитектуры, поэзии, музыки и театра. Много путешествовал по Европе — посетил Францию и Италию, отдыхал на горных курортах Австрии и водолечебницах Чехии. Особенно любил проводить лето в Тренчине. В Нуссдорфе — районе под Веной выстроил для себя великолепный дворец. А второй такой же дворец-замок каменотесы начали возводить между селами Дроговиж и Демня, собственно в местности, которую позже назовут Закладом. Там также у дворца заложили ландшафтный парк и обустроили озеро.
В 1840 году в помещении своего строящегося дворца Станислав Скарбек на собственные средства основал «Благотворительный институт для сирот и убогих», официальная деятельность которого началась 1 августа 1843 года.
В 37 км от Львова, неподалёку от г. Николаев, в маленьком населенном пункте Заклад, в изящно выстроенном красивом здании под постоянной опекой находились 60 стариков и получали воспитание бездомные сироты. Жили здесь дети многих национальностей, но обучение велось на польском языке в строгом католическом духе. Кроме общего образования, дети получали и профессиональные знания: девушки изучали огородничество, кулинарию и шитье, а юноши — различные виды полезных ремесел . Всего в Закладе одновременно проживало до 400 детей-сирот: 250 юношей и 150 девушек.
Чтобы устроить во дворце приют, Скарбек продал здание театра во Львове, зверинец, три городка и 28 сел. Зато граф получил дворец-институт в Закладе в вечное владение.
Умер С. Скарбек во Львове 28 октября 1848 года. Похоронили его во Львове на Лычаковском кладбище. Правда 1888 году, когда строительство дворца в Закладе ,наконец, завершили, тело Станислава Скарбека было перезахоронено в крипте на небольшом кладбище в лесу недалеко от его творения — дворца-института.
После смерти по завещанию Скарбека все его состояние было передано на содержание «Благотворительного института для сирот и убогих» и созданного им «Пенсионного фонда для актеров, режиссёров, певцов театра графа Скарбека во Львове».
Во время Отечественной войны здание дворца в Закладе сильно пострадало от бомбардировок. В советский период здесь размещался профилакторий для принудительного лечения от алкоголизма. В настоящее время дворец и могила мецената С. Скарбека находятся в запущенном состоянии.
Памятник Станиславу Скарбеку раньше был установлен в фойе созданного им Городского театра во Львове.